# Dasysyrphus lenensis
Dasysyrphus lenensis är en tvåvingeart som beskrevs av Bagatshanova 1980. Dasysyrphus lenensis ingår i släktet skogsblomflugor, och familjen blomflugor. Inga underarter finns listade i Catalogue of Life.